# Vladimir Tatlin
Vladimir Jevgrafovič Tatlin (28. prosince 1885, Charkov – 31. května 1953, Moskva) byl ruský sovětský malíř, sochař, architekt, scénograf a průmyslový výtvarník. Stal se jedním ze zakladatelů ruského (sovětského) konstruktivismu.
Byl inspirován Picassem. Vytvářel obrazy-reliéfy (Malířský reliéf), kterými se přiblížil k abstraktnímu umění. Od roku 1915 vytvářel kontra-reliéfy. Jeho nejvýznamnějším dílem byl projekt Věže třetí internacionály (30 m vysoký model stavby, zamýšlené do výšky 400 m).